# ドゥワジャック駅
ドゥワジャック駅（英語：Dowagiac station）はミシガン州ドゥワジャック デポット・ドライブ200にある駅。 全米各地を結ぶ旅客鉄道のアムトラックが乗り入れている。

## 概要
当駅の赤レンガ造の駅舎はミシガン・セントラル鉄道の駅として1903年に建てられた。市役所は近隣である。今日、手入れが行き届いた駅は市有であり、グレータードゥワジャック商工会議所とホイッスルストップギフト販売所が入居している。また、当駅は1993年に国家歴史登録財に登録された。

## 利用可能な鉄道路線／列車
アムトラックの停車する列車は下記の通り。
シカゴとポンティアック間の昼行中距離列車ウォルバリン号… 1日0.5往復停車
シカゴとポートヒューロン間の昼行中距離列車ブルー・ウォーター号… 1日1往復停車